# Geschichte der Juden in den Vereinigten Staaten

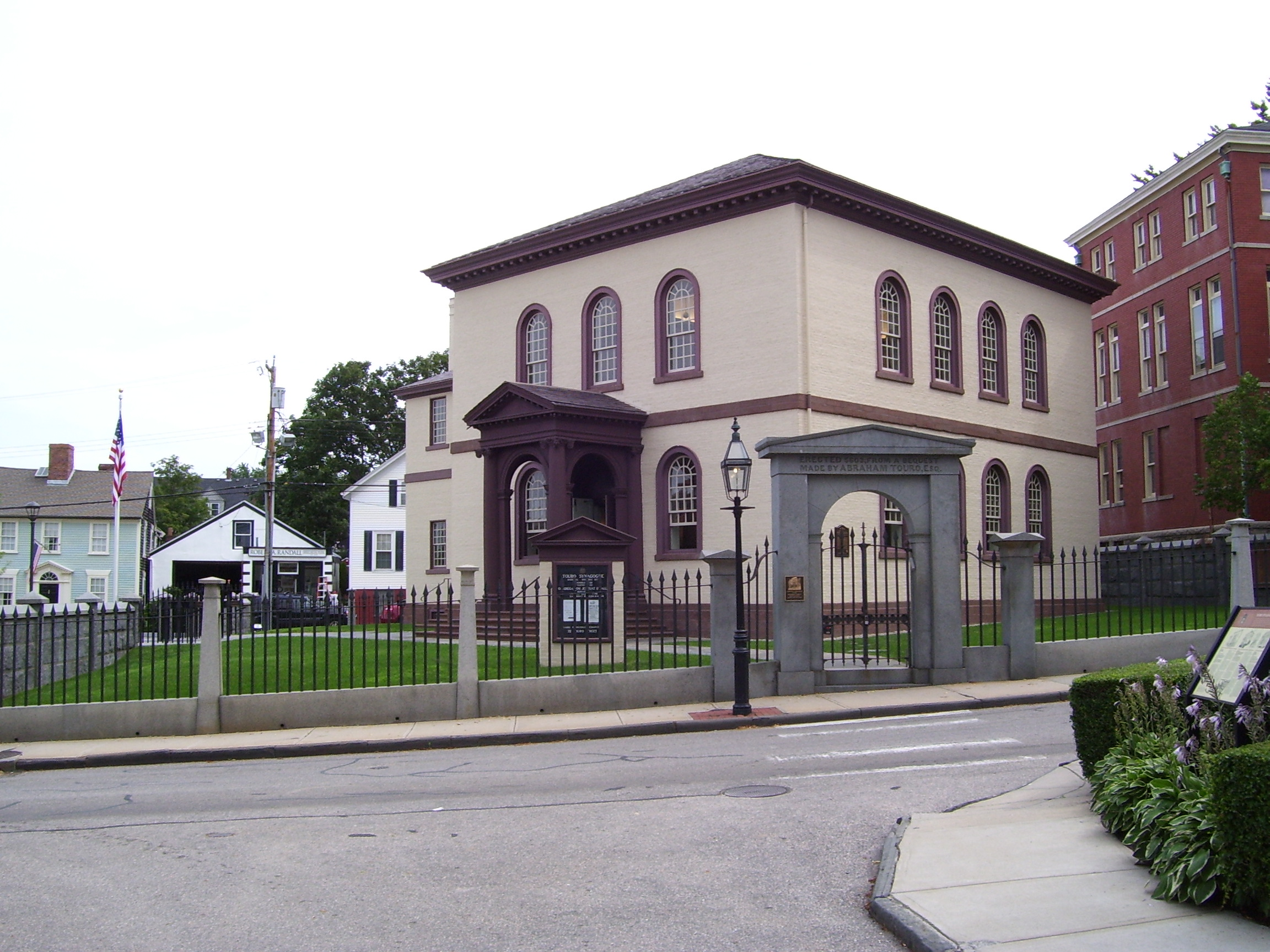
Die Touro-Synagoge in Newport: Die älteste noch bestehende Synagoge in Nordamerika, eingeweiht 1763

Die Geschichte der Juden in den Vereinigten Staaten beginnt im 16. Jahrhundert mit Joachim Gaunse, der an einer Expedition teilnahm, und im 17. Jahrhundert mit der niederländischen Besiedelung von Nieuw Amsterdam (später New York City). Nachdem sephardische Juden sich 1654 in Nieuw Amsterdam niedergelassen hatten, folgten weitere Gründungen jüdischer Gemeinden in Hafenstädten wie Newport, Philadelphia und Charleston. Obwohl sie Diskriminierungen ausgesetzt waren, fanden Juden in Nordamerika von Anfang an größere Freiheit zur Bewahrung ihrer religiösen und kulturellen Identität als in den meisten europäischen Ländern. Ihre formale Gleichstellung mit den christlichen weißen Bewohnern bekamen sie in Folge der Amerikanischen Revolution mit der Verabschiedung der Verfassung 1787 und der Bill of Rights 1789. Gleichzeitig spiegelt die Geschichte der jüdischen Einwanderung in die USA die Geschichte der antisemitischen Repressionen wider, denen Juden in Europa ausgesetzt waren.
Mit den kulturell und regional unterschiedlichen jüdischen Einwanderergruppen gelangten viele verschiedene Strömungen des Judentums in die USA. Dadurch wurde die Fortentwicklung bestehender und die Entstehung neuer Ausprägungsformen des Judentums gefördert, vor allem des Reformjudentums mit seinen verschiedenen Denominationen.
Ebenso wie die kulturellen und gesellschaftlichen Bedingungen in den USA das religiöse Leben und das Selbstverständnis der amerikanischen Juden beeinflusst haben, haben jüdische Künstler, Wissenschaftler, Politiker und Unternehmer auch die kulturelle Identität der Vereinigten Staaten mitgeprägt.
Ende 2013 lebten in den USA zwischen 6 und 8 Millionen Juden, die damit je nach Zählart die größte jüdische Gemeinschaft der Welt bildeten, noch vor der jüdischen Bevölkerung Israels.

## 16. und 17. Jahrhundert

### Erster Einwanderungsschub: Niederländische Kolonialzeit
Bereits aus der frühen Kolonialgeschichte Nordamerikas sind die Namen einzelner aus Europa zugereister und zugewanderter Juden überliefert. Der erste namentlich bekannte Jude in Nordamerika war der in Prag geborene Metallurge Joachim Gaunse, der 1584 mit einer von Sir Walter Raleigh geleiteten britischen Expedition das Gebiet von Virginia bereiste. Die ersten Juden, von denen bekannt ist, dass sie sich im kolonialen Nordamerika niederließen, waren Solomon Franco (1649), Solomon Pietersen und Jacob Barimson (beide 1654), niederländische Kaufleute, die im Dienste niederländischer Handelsunternehmen in den niederländischen und britischen Kolonien tätig waren.
Nachdem die Niederlande 1648 von Spanien unabhängig geworden waren und ihrer Bevölkerung größere religiöse Freiheit boten als jedes andere Land in West- und Mitteleuropa („Goldenes Zeitalter“), hatten dort Tausende von Juden eine neue Heimat gefunden. Die meisten waren Nachfahren der Ende des 15. Jahrhunderts aus Spanien und Portugal vertriebenen sephardischen Juden. Als Kaufleute und Händler gingen viele von ihnen nach Pernambuco (heute: Recife, Brasilien), das Mitte des 17. Jahrhunderts der bedeutendste überseeische Handelsstützpunkt der Niederlande war.
Als die Kolonie 1654 von den Portugiesen zurückerobert wurde, verließen die jüdischen Kaufleute und andere Pernambuco aus Furcht vor der Inquisition. Eine 23-köpfige Gruppe (4 Paare, 2 Witwen und 13 Kinder) wollte zusammen mit nicht-jüdischen Passagieren per Schiff in die Niederlande reisen. Stürmische See nötigte die Flüchtlinge jedoch, einen Hafen in Jamaika anzulaufen, das zu Spanien gehörte. Sie konnten ihre Reise fortsetzen und gelangten nach Kuba, von wo sie mit dem französischen Schiff „Sainte Catherine“ nach Nieuw Amsterdam, dem heutigen New York City, weiterreisten, wo sie Anfang September 1654 eintrafen. Weitere jüdische Einwanderer folgten, darunter viele, deren Vorfahren nach der Vertreibung aus Spanien und Portugal Zuflucht in den spanischen und portugiesischen Überseekolonien gesucht hatten, aber auch zahlreiche sephardische Juden aus den Niederlanden und einzelne aschkenasische Juden.
Nieuw Amsterdam war der Verwaltungssitz der von 1624 bis 1667 bestehenden niederländischen Kolonie Nieuw Nederland, die seit 1647 unter der Leitung von Petrus Stuyvesant stand. Stuyvesant – ein Calvinist, für den die Juden Gotteslästerer waren – hatte sich um eine Ausweisung der Neuankömmlinge bemüht, musste sie auf Anweisung der Niederländischen Westindien-Kompanie (WIC) jedoch dulden. Er setzte die Richtlinien der WIC zur Gleichbehandlung der Juden nur unvollständig um und erlaubte ihnen weder ein Amt zu bekleiden, noch ein Handwerk auszuüben außer dem des Schlachters. Auch wurden sie vom Militärdienst ausgeschlossen und mussten für den nicht geleisteten Dienst eine jährliche Steuer entrichten. Öffentliche Gottesdienste abzuhalten war den Juden untersagt, private Glaubensausübung war ihnen jedoch gestattet. Die älteste jüdische Gemeinde entstand 1654, 1656 konnte ein jüdischer Friedhof errichtet werden. Einer der ersten Juden, die in der Kolonie eine gesellschaftliche Rolle spielten, war der holländische Kaufmann Asser Levy.

### Britische Kolonialzeit

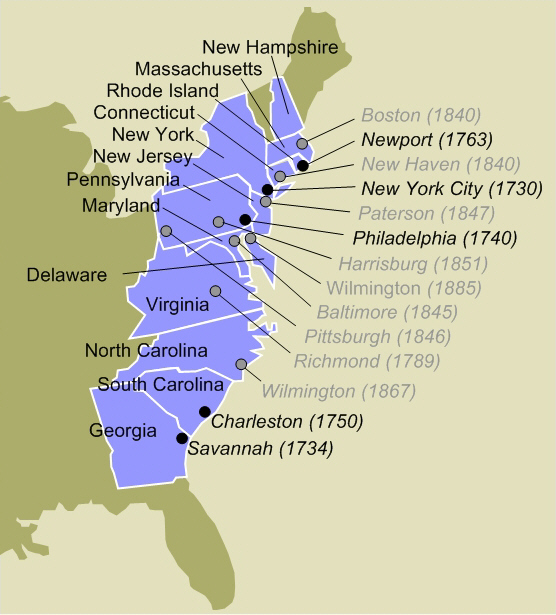
Frühe jüdische Gemeinden in den 13 britischen Kolonien (mit Gründungsjahr der jeweils ersten Kongregation)

Nach Nieuw Amsterdam entstand 1658 ein zweiter jüdischer Siedlungskern in Newport, in der religiös toleranten britischen Kolonie Rhode Island. Ihre frühe Blüte verdankte diese Gemeinde Förderern wie den jüdischen Kaufleuten Jacob Rodriguez Rivera (1717–1789) und Aaron Lopez (1731–1782).
1664 eroberten die Briten Nieuw Amsterdam. Mit dem 1667 geschlossenen Frieden von Breda wurde die Einverleibung von Nieuw Nederland ins britische Kolonialreich besiegelt; das Gebiet wurde in New York und New Jersey aufgeteilt. Aus Furcht vor neuer Unterdrückung hatten viele jüdische Siedler die Kolonie bereits vor der britischen Übernahme verlassen. Es stellte sich jedoch bald heraus, dass sich an ihren Lebensbedingungen unter der neuen Herrschaft nur wenig änderte. Der von Edward I. 1290 verhängte Judenbann war 1656 von Oliver Cromwell wieder aufgehoben worden. In den britischen Kolonien durften sich Juden seitdem weitgehend uneingeschränkt niederlassen.

### Frühes jüdisches Leben in New York
In der britischen Kolonie New York, die 1685 zur Kronkolonie umgewandelt und 1688 dem Dominion of New England einverleibt wurde, genossen Juden de jure den Großteil der Bürgerrechte, mussten diese jedoch oft vor Gericht durchsetzten. 1672 fällte der englische Council of Trade in dem Berufungsverfahren des New Yorker Kaufmanns Rabba Couty ein wegweisendes Urteil, das erstmals den in den britischen Kolonien lebenden Juden die britische Staatsbürgerschaft zubilligte. 1674 erlangten die New Yorker Juden die volle religiöse Freiheit. In Großbritannien mussten die Juden noch weitere hundert Jahre auf ihre Gleichstellung warten.
Viele Juden waren zu dieser Zeit Geschäftsleute. Besonders erfolgreich waren Händler und Schiffseigner mit weltweiten Verbindungen zu sephardischen Juden. Für den Handel zwischen England und den Kolonien durften nur Schiffe im britischen Eigentum benutzt werden. Die jüdischen Fernhändler mit Sitz in New York hatten Handelsrecht im Sinne der Navigationsakten. Ein international tätiger Kaufmann war der um 1660 in Spanien geborene Luis Moses Gomez, der vermutlich 1703 nach Amerika auswanderte. Er erhielt 1705 von Königin Anne Rechte zugesprochen, wie sie sonst nur britischen Staatsbürgern zustanden, insbesondere das Recht, Grundeigentum zu erwerben. Seine Familie wurde zu einer der einflussreichsten in New York.
Öffentliche Gottesdienste durften Juden in New York vorerst nicht abhalten. Eine Straßenkarte aus dem Jahre 1695 zeigt jedoch ein Gebäude, das als Synagoge (Jew’s Synagogue) bezeichnet ist, nahe der Südspitze von Manhattan. Ihre erste Synagoge erbauten die New Yorker Juden 1728/29 in der Mill Street (heute: South William Street). Die 1730 eingeweihte Synagoge der Kongregation „Shearith Israel“ war die erste Synagoge auf dem nordamerikanischen Kontinent. Gomez hatte als Philanthrop den Bau der Synagoge unterstützt und amtierte als deren Präsident. Seit 1897 verfügt Shearith Israel über ihr jetziges Gebäude an der Ecke Central Park West und 70. Straße. Den Synagogen der Kolonialzeit, deren Gemeinden dem sephardischen Ritus folgten, standen keine Rabbiner vor, sondern lediglich Vorbeter, noch 1773 gab es auf dem nordamerikanischen Festland keinen einzigen Rabbiner.

## 18. Jahrhundert

### Entwicklung der Bürgerrechte bis zum Unabhängigkeitskrieg
Ein weiterer Meilenstein in der Emanzipation der amerikanischen Juden war ein 1727 geschaffenes Gesetz, das es Juden erlaubte, den bei der Einbürgerung zu leistenden Eid (oath of abjuration) ohne die Phrase „upon the true faith of a Christian“ („so wahr ich ein gläubiger Christ bin“) abzulegen. Mit einem 1740 verabschiedeten Gesetz (1740 Naturalization Act) wurde Juden allgemein das Recht zugestanden, sich in den nordamerikanischen Kolonien einbürgern zu lassen. Bis 1775 wurden in Nordamerika jedoch nur etwa 200 Juden naturalisiert, die meisten davon in Jamaika.
Dem Gouverneur der Kolonie New York stand seit 1683 ein beratendes Gremium zur Seite, das sich gegen Ende des 17. Jahrhunderts zu einer gewählten Institution mit gesetzgebender Funktion entwickelte (General Assembly). Eine erbitterte politische Kontroverse endete 1737 mit der Entscheidung dieses Parlaments, dass Juden das Recht, Abgeordnete zu wählen, abzuerkennen sei.

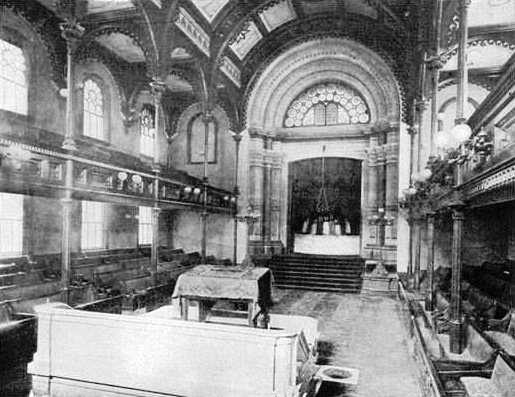
Das Innere der sephardischen Mikveh Israel Synagogue in Philadelphia (gegründet 1740)

### Jüdisches Leben außerhalb von New York
Die größte Religionsfreiheit fanden jüdische Siedler nicht in New York, sondern in einigen Kolonien des amerikanischen Südostens, besonders in South Carolina, wo Juden bereits seit 1697 eingebürgert werden konnten. 1774 wurde dort mit Francis Salvador erstmals ein Jude in die General Assembly einer britischen Kolonie gewählt. Ähnlich günstig waren die Bedingungen in Savannah (Georgia), wo bereits 1734 die erste jüdische Kongregation gebildet wurde; 1801 wurde in Georgia mit David Emanuel erstmals in der Geschichte der jungen Vereinigten Staaten ein Jude zum Gouverneur gewählt. Wichtige jüdische Siedlungszentren im amerikanischen Südosten wurden Charleston, South Carolina (erste Kongregation: 1750), Richmond, Virginia (1789) und St. Louis, Missouri (1837).
Im 18. Jahrhundert entstanden jüdische Gemeinden auch in Neuengland. 1763 gründeten jüdische Siedler in Newport, Rhode Island eine Synagoge; die Touro Synagogue ist heute das älteste erhaltene jüdische Gotteshaus auf dem nordamerikanischen Kontinent. Besonders judenfreundlich war Massachusetts, dessen überwiegend puritanische Bevölkerung ebenso wie die jüdischen Siedler eine starke Bindung an das Alte Testament hatte. Bereits seit 1722 konnte man in Harvard bei Judah Monis (1683–1764) Hebräisch studieren. In Boston und in New Haven, Connecticut wurden 1840 die ersten Kongregationen eingeweiht.
Auch in Upstate New York entstanden jüdische Siedlungskerne, darunter in Buffalo (erste Kongregation: 1825), Albany (1838) und Syracuse (1846). Weitere Orte in den nordamerikanischen Mittelatlantikstaaten, an denen größere Zahlen von Juden sich niederließen, waren Philadelphia (erste Kongregation: 1740), Baltimore (1845), Pittsburgh (1846) und Harrisburg (1851). Bereits 1842 war in Owings Mills bei Baltimore die erste Reformkongregation der USA entstanden („Har Sinai“).

### Amerikanischer Unabhängigkeitskrieg (1775–1783)
Zur Zeit des Amerikanischen Unabhängigkeitskrieges lebten etwa 2.000 Juden in den nordamerikanischen Kolonien. Sie hatten Vertreter auf beiden Seiten der Kontroverse; in der Person des jüdischen Bankiers Haym Solomon fanden die Revolutionäre jedoch einen bedeutenden Financier.
Der 1791 verabschiedete 1. Zusatzartikel zur Verfassung der Vereinigten Staaten gewährt allen amerikanischen Staatsbürgern Religionsfreiheit in dem Sinne, dass er dem Kongress verbietet, eine Staatsreligion zu begründen, eine bestimmte Religion zu bevorzugen oder die Ausübung einer Religion zu verbieten. Auch die meisten amerikanischen Bundesstaaten haben Religionsfreiheit in ihrer Verfassung verankert.

## 19. Jahrhundert

### Entwicklung jüdischer Einrichtungen
Die jüdischen Gemeinschaften entwickelten im frühen 19. Jahrhundert ihre Organisation fort und schufen neue Einrichtungen. In Charleston, South Carolina wurde 1801 ein jüdisches Waisenhaus eingerichtet. In New York City wurde 1806 die erste jüdische Schule, die Polonies Talmud Torah School, eröffnet.
Ebenfalls in New York entstand 1843 die erste weltliche Organisation der jüdischen Gemeinschaft in den USA: die bis heute bestehende Wohlfahrts- und Aufklärungsvereinigung B’nai B’rith. Die erste orthodoxe Jeschiwa auf dem Boden der Vereinigten Staaten war das 1896 in New York City eröffnete Rabbi Isaac Elchanan Theological Seminary, das 1946 als Yeshiva University den Rang einer Universität erlangte. 1898 führte eine Initiative von Henry Pereira Mendes auch zur Gründung der bis heute bedeutendste Organisation des Orthodoxen Judentums: der Orthodox Union.

### Zweiter Einwanderungsschub: Migration deutscher Juden

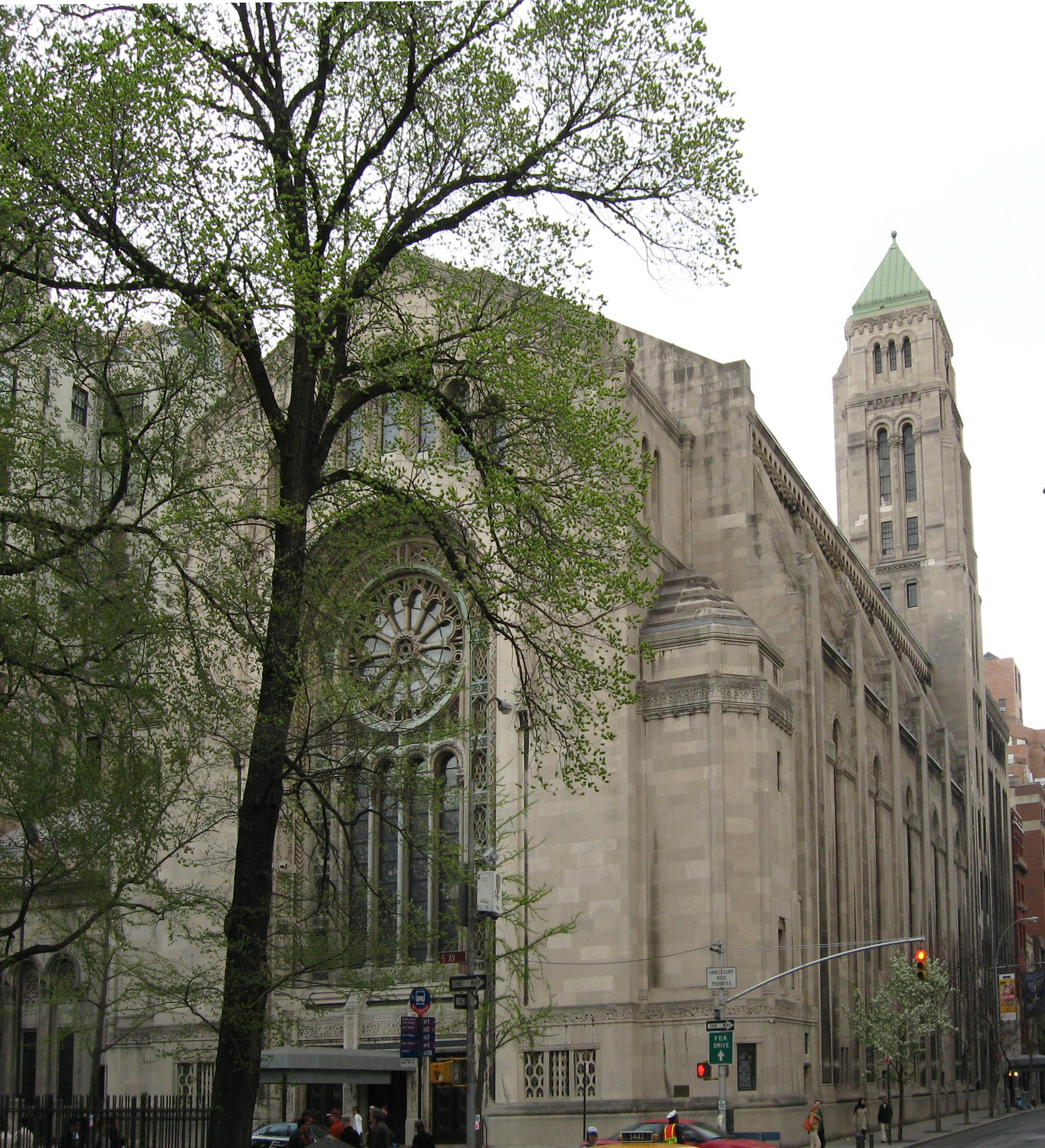
Temple Emanu-El in New York

Die fortbestehenden Spannungen zwischen den jungen USA und der früheren Kolonialmacht gipfelten 1812 im Britisch-Amerikanischen Krieg, an dem viele amerikanische Juden als Soldaten teilnahmen.
Bis zum Ende des 18. Jahrhunderts bestand die jüdische Population der USA zum größten Teil aus Nachfahren sephardischer Juden, die 1492 aus Spanien und 1496 aus Portugal vertrieben worden waren. Vom Beginn des 19. Jahrhunderts an gelangten in zunehmendem Umfang Juden aus Deutschland in die USA. In Bayern begann die Abwanderung bereits um 1830, die Zahl der Emigranten vor der Märzrevolution von 1848 wird auf 11.000 geschätzt, die der Emigranten aus Preußen, besonders der damals preußischen Provinz Posen, auf 13.000 bis 14.000. Anfangs lagen die Gründe vorwiegend in der einengenden Rechtslage der Juden und ihrer Hoffnung auf einträglichere Existenzbedingungen. In den Jahren des wirtschaftlichen Niedergangs nach der Missernte von 1846 steigerte sich maßgeblich die Zahl der Ausreisewilligen, die ab 1850 von osteuropäischen Juden noch übertroffen wurde. 20.000 bis 25.000 Juden verließen zwischen 1840 und 1871 das Königreich Bayern, wo bis 1861 diskriminierende Matrikelgesetze gültig waren. Auch in Württemberg war der jüdische Anteil an der Auswanderung überproportional hoch; sein Maximum erreichte er allerdings erst nach der vollen Emanzipation in den sechziger Jahren.
Nach der gescheiterten Märzrevolution (1848/1849) folgten auch Juden aus anderen deutschen Staaten, die dort aufgrund diskriminierender Einzelgesetze trotz Assimilation und hoher Bildung keinen Zugang zu verantwortungsvollen Positionen im Staats- bzw. Offiziersdienst oder an den Universitäten erlangen konnten. Zudem steigerte sich bei mitteleuropäischen Juden die Furcht vor Pogromen seit den Hep-Hep-Krawallen des Jahres 1819. Die deutsche Einwanderung erreichte in den 1840er und 1850er Jahren ihren Höhepunkt und sank um 1870.
Unter den Auswanderern befanden sich prominente Persönlichkeiten wie der Arzt Abraham Jacobi, der 1860 in New York City das erste Kinderkrankenhaus der USA eröffnete, die Erfinder Emil Berliner und Levi Strauss, der Dirigent Leopold Damrosch, der Begründer der Berlitz-School Maximilian Delphinius Berlitz und der Bankier Jacob Schiff, der in den USA zu einem der bedeutendsten Sponsoren jüdischer Einrichtungen wurde. Der in Bayern geborene Geschäftsmann Moses Alexander wurde 1915 zum Gouverneur von Idaho gewählt.
Die religiösen Bräuche der deutschen Einwanderer, die Aschkenasim waren, wichen von denen der alteingesessenen Sephardim ab. Die ersten aschkenasischen Synagogen entstanden in Philadelphia (Congregation Rodeph Shalom, 1802) und New York City (Congregation B’nai Jeshurun, 1825). Im Gegensatz zu den jüdischen Einwanderern der früheren Generationen, die ihre ursprünglichen Sprachen – vor allem das Sephardische – längst aufgegeben hatten, brachten die deutschen Einwanderer die jiddische Sprache und eine jahrhundertealte jiddische Literaturtradition nach Amerika, durch die ihre kulturelle Identität ebenso geprägt war wie durch die Tora.

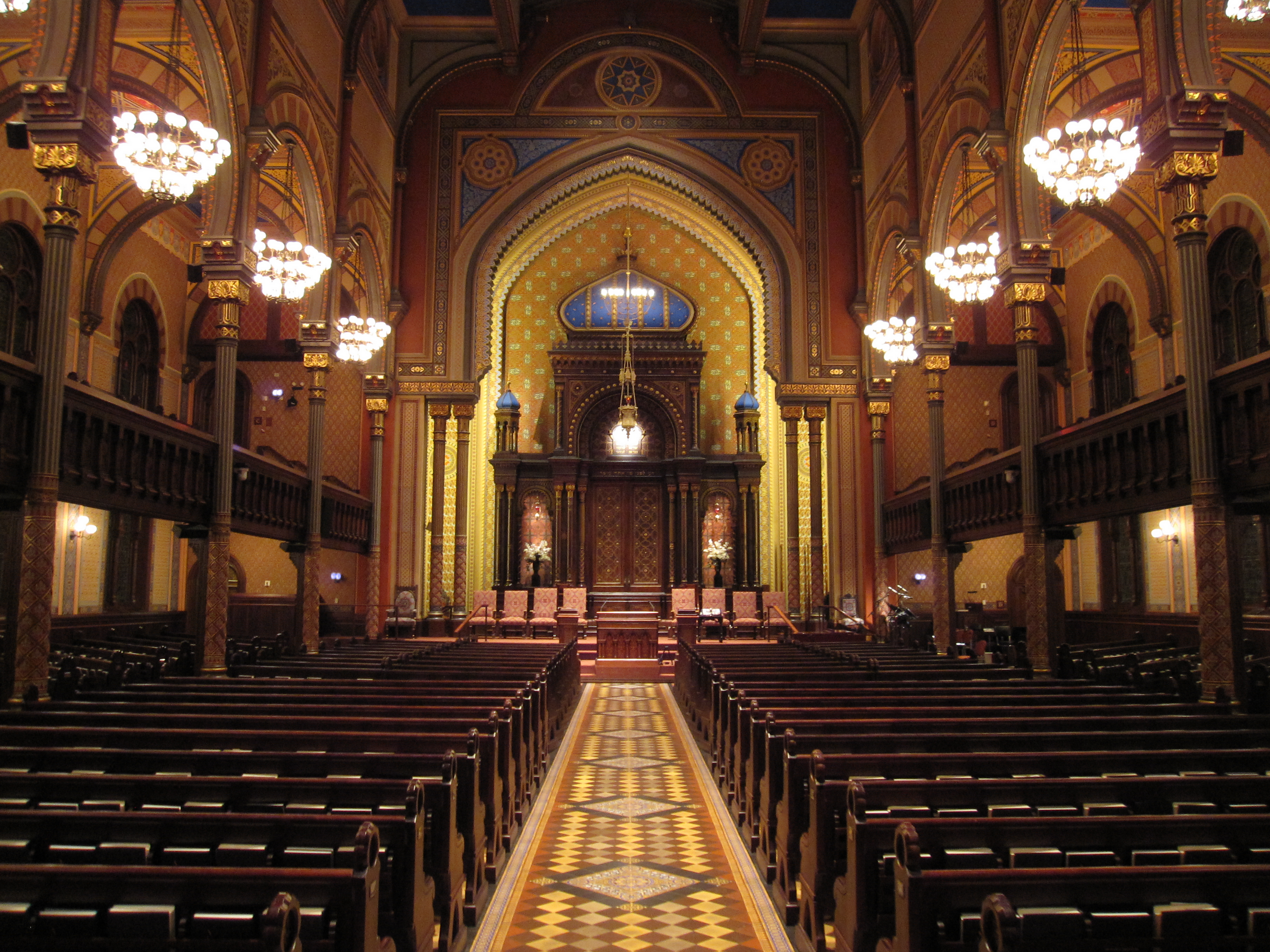
Innenansicht der Central Synagogue in New York City, einer der wichtigsten und ältesten Reformgemeinden in Amerika

### Begründung des Reformjudentums
Unter den seit den 1840er Jahren aus Deutschland eingewanderten Juden waren viele, die in ihrer Heimat der Oberschicht angehört hatten, gebildet, liberal und der jüdischen Aufklärung – der Haskala – verbunden waren. Darunter befanden sich erstmals zahlreiche gelehrte Rabbiner, von denen viele bereits in Deutschland an der Reformierung des Judentums mitgearbeitet hatten. In den USA trieben diese Intellektuellen von den 1880er Jahren an die Entwicklung des Reformjudentums massiv voran, das innerhalb des amerikanischen Judentums bald zur wichtigsten Strömung wurde. Seine gedanklichen Grundlagen verdankte das Reformjudentum der europäischen Tradition, seine praktische Umsetzung war jedoch erst im jungen Einwanderungsland USA möglich, wo nicht nur freiheitlichere Verhältnisse bestanden als in Europa, sondern auch viele traditionelle jüdische Körperschaften fehlten, die das Judentum von innen heraus reglementiert und Reformen verhindert hätten. Unter den geistigen Vätern des amerikanischen Reformjudentums sind vor allem Samuel Hirsch (1808–1888), David Einhorn (1809–1879) und Isaac Mayer Wise (1819–1900) zu nennen. Das in den USA bis dahin dominante sephardische bzw. orthodoxe Judentum bot dem Reformjudentum anfänglich nur wenig Widerstand, da es dort an gut ausgebildeten Rabbis und damit an einer geistigen Führungsriege fehlte; Ausnahmen bildeten Persönlichkeiten wie z. B. Isaac Leeser (1806–1868).
Parallel zum religiösen Reformprozess vollzog sich ein Wandel in den jüdischen Kongregationen, der damals in ähnlicher Weise überall auf der Welt auch in den christlichen Kirchen stattfand: Dienstleistungs-ähnliche Funktionen, durch die Gläubigen weit über die religiöse Praxis hinaus mit ihrer Synagoge verbunden waren, wurden nicht mehr innerhalb der Kongregationen geleistet, sondern gingen in zunehmendem Umfang auf weltliche Unternehmen bzw. Organisationen über: z. B. das rituelle Schlachten, der Unterricht, die Sozialversorgung und das Beerdigungswesen. Mit dem seit Jahrhunderten überlieferten jüdischen Gemeindeleben bedeutete diese Funktionsauslagerung einen dramatischen Bruch.
Die deutschen Einwanderer, die häufig als arme Leute eingereist waren und von denen viele ihre wirtschaftliche Existenz in den USA als Arbeiter und fliegende Händler begonnen hatten, formierten sich innerhalb weniger Generationen zu einer jüdischen Mittelschicht mit hohem Bildungsniveau, vielen Geschäftsleuten und einem deutlich sichtbaren Anteil von Ärzten, Rechtsanwälten und anderen Akademikern. Am Ende des 19. Jahrhunderts gab es jüdische Kongress-Abgeordnete, Richter und Hochschullehrer. Eine wesentliche Leistung des Reformjudentums bestand darin, dass es mit seiner Lockerung der Regeln – z. B. bezüglich der Haartracht und der Ernährung – den Gläubigen ein alltägliches Leben ermöglichte, das sich von dem der Nichtjuden äußerlich kaum unterschied und der Mehrheit der amerikanischen Juden damit eine weit reichende gesellschaftliche Integration ermöglichte. Ihren Abschluss fand diese Entwicklung um 1950; die jüdische Arbeiterklasse war zu diesem Zeitpunkt in den USA praktisch ganz verschwunden.

### Bürgerkrieg (1861–1865)
In der Kontroverse um die Sklavenhaltung teilten viele Juden – darunter z. B. der New Yorker Rabbiner Morris Jacob Raphall – den Standpunkt der Konföderierten (Südstaaten), noch mehr von ihnen unterstützten jedoch den Abolitionismus, die Abschaffung der Sklaverei. Während des Amerikanischen Bürgerkrieges (1861–1865) kämpften 6.000 bis 8.000 Juden auf der Seite der Union, 1.200 kämpften mit den Konföderierten.
In dieser Zeit entstand erstmals in der Geschichte der USA eine breitere antisemitische Kontroverse. Vertreter beider Kriegsparteien warfen den Juden vor, die jeweilige Gegenseite zu unterstützen. Der Oberbefehlshaber der Unionsarmeen, Ulysses S. Grant, gab im April 1862 den Befehl aus, alle Juden aus dem von ihm kontrollierten Gebieten in Tennessee, Mississippi und Kentucky zu vertreiben. Präsident Lincoln widerrief den Befehl jedoch umgehend.

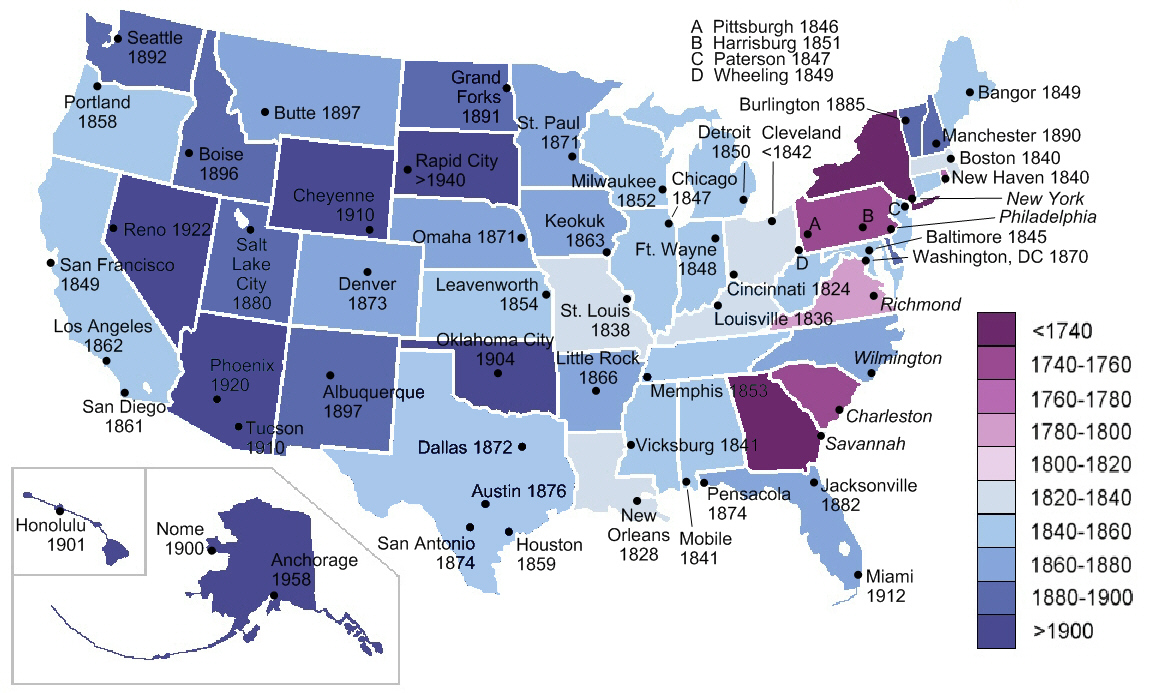
Übersichtskarte zur jüdischen Besiedlung der USA seit 1776: Frühe Siedlungen in den einzelnen US-Bundesstaaten (mit Gründungsjahr der jeweils ersten Kongregation)

### Juden im amerikanischen Westen
Die deutschen Siedler trafen in den USA zu einem Zeitpunkt ein, als dort eine große Siedlungsbewegung in Richtung Westen, d. h. in die unerschlossenen Gebiete westlich des Mississippi, begann. Bereits im 18. und frühen 19. Jahrhundert waren jüdische Siedlungen auch außerhalb der dreizehn britischen Kolonien entstanden, etwa in Florida, New Orleans, Louisville (Kentucky) und Ohio. Um 1825 brachen die ersten Juden noch weiter nach Westen auf und bildeten dort neue Siedlungsschwerpunkte, etwa in St. Louis und Leavenworth (Kansas). Die erste jüdische Siedlung an der amerikanischen Westküste entstand in den frühen 1840er Jahren in Portland (Oregon). Für San Francisco sind jüdische Siedler seit der Zeit des Kalifornischen Goldrausches (1849) dokumentiert.

### Bedeutende jüdisch-amerikanische Persönlichkeiten des 19. Jahrhunderts
Früher als in der Politik fanden jüdische Amerikaner Zutritt zu hohen Positionen in der Diplomatie. Ein Pionier war Mordechai Immanuel Noah, der 1811 zum amerikanischen Konsul in Riga ernannt wurde. Erst Mitte des 19. Jahrhunderts errangen Juden in den USA erstmals auch hohe politische Ämter. 1845 wurde Lewis Levin in Pennsylvania zum Abgeordneten des Repräsentantenhauses gewählt. David Levy Yulee wurde im selben Jahr Senator. Judah P. Benjamin wurde 1861 in Jefferson Davis’ Konföderierten-Kabinett zum Secretary of War und ein Jahr später zum Außenminister ernannt. Auch im Militär stiegen Juden erstmals auf Spitzenpositionen auf, allen voran Uriah P. Levy, der in der Navy 1858 zum Commodore im Rang eines heutigen Admirals ernannt wurde. Am Sezessionskrieg nahmen 9 jüdische Generäle und 21 jüdische Colonels teil.
Unter den zahlreichen jüdisch-amerikanischen Künstlern des 19. Jahrhunderts sind u. a. die Dichterin Emma Lazarus, die Dramatiker Isaac Harby und David Belasco, der Bildhauer Moses Jacob Ezekiel und der Maler Moritz Fuerst zu erwähnen. Solomon H. Jackson gab in New York City seit 1823 die erste jüdische Zeitschrift – The Jew – heraus.
Eine weitere prominente amerikanische Jüdin war Rebecca Gratz (1781–1869), die 1801 in Philadelphia die „Female Association“, die erste nichtkonfessionelle weibliche Hilfsorganisation, ins Leben rief. Sie war auch die Gründerin der ersten jüdischen Sonntagsschule (1838). Lillian Wald gründete 1893 das wegweisende New Yorker Sozialprojekt „Henry Street Settlement“. Bedeutende Philanthropen waren auch die Geschäftsleute Juda Touro (1775–1854), Nathan Straus (1848–1931) und Julius Rosenwald (1862–1932).

### Dritter Einwanderungsschub: Migration osteuropäischer und russischer Juden

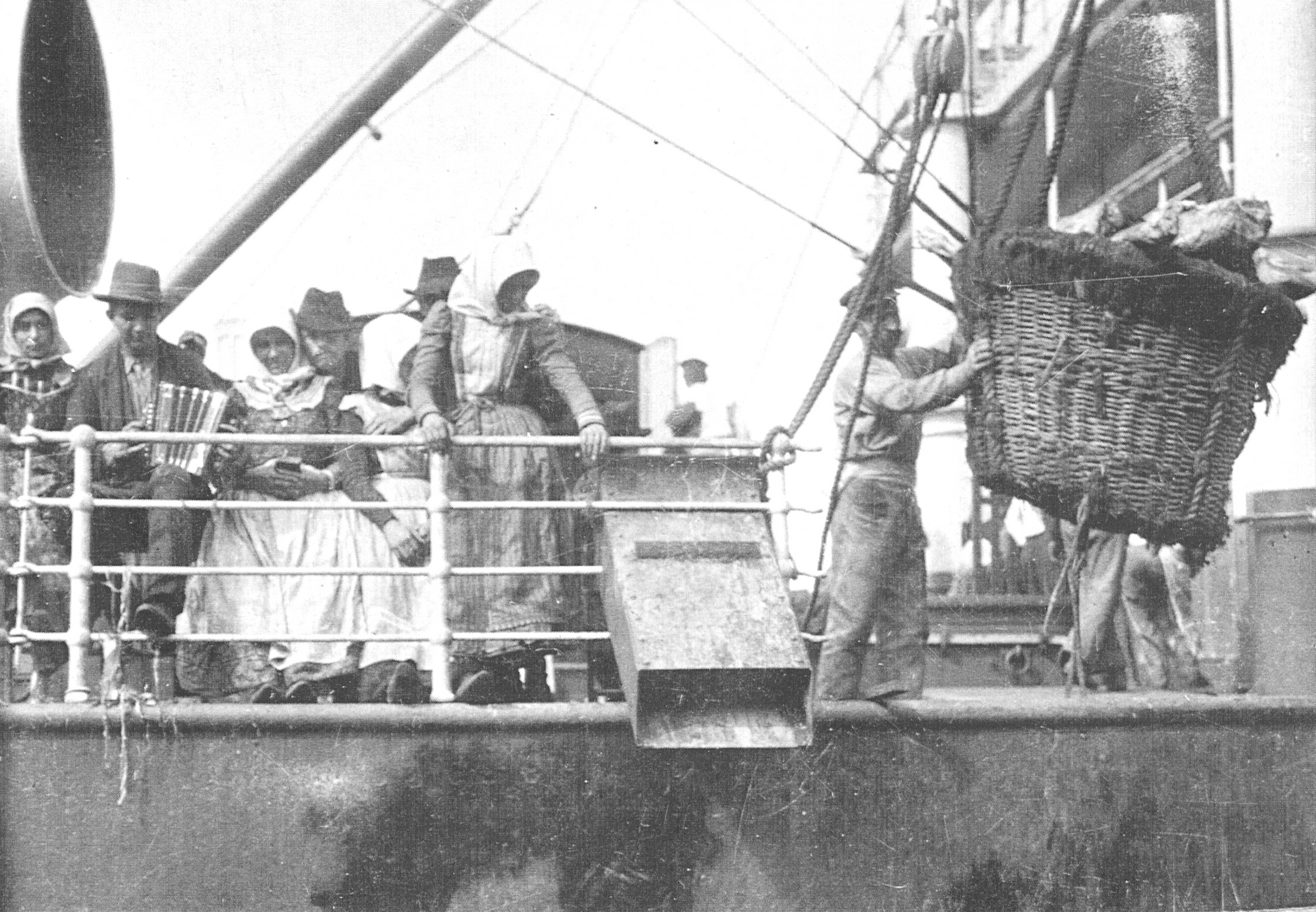
Österreichisch-Ungarische Auswanderer auf einem Schiff des „Auswandererdienstes“ der Austro-Americana von Triest nach New York Anfang des 20. Jahrhunderts

Bereits seit den frühen 1820er Jahren waren vereinzelt auch Juden aus Polen in die USA ausgewandert. In Polen war nach dem Wiener Kongress (1815) das russisch beherrschte Kongresspolen errichtet worden, das nach dem gescheiterten Novemberaufstand von 1830 in einen preußisch und einen russisch besetzten Teil zerfiel. Vor allem unter der zaristischen Herrschaft verschlechterten sich die Lebensbedingungen der polnischen Juden erheblich. Sie durften weder ein Amt bekleiden noch Grundbesitz erwerben und hatten nur eingeschränkten Zugang zu höheren Schulen. Die Folge war eine massenhafte Emigration polnischer Juden, der sich bald auch Juden aus anderen Teilen des insgesamt von bitterer Armut beherrschten Ansiedlungsrayons – d. h. russische und rumänische Juden – anschlossen. Fast 50.000 osteuropäische Juden gingen in den 1870er Jahren in die USA. Ihren Höhepunkt erreichte die Massenflucht jedoch erst, als 1881 Zar Alexander ermordet und das Attentat fälschlicherweise den Juden zugeschrieben wurde. In Russland kam es in der Folgezeit zu einer ganzen Serie antijüdischer Pogrome, die vom Staat vielfach gebilligt wurden, da sie den Volkszorn von der Regierung fernhielten. Noch verschärft wurde die Situation der Juden in Russland durch die 1882 von Alexander III. erlassenen Maigesetze, die die Freizügigkeit der Juden auch im Ansiedlungsrayon drastisch einschränkten. Die Zahl der osteuropäischen Juden, die in die USA auswanderten, stieg noch weiter an. In der zweiten Hälfte des 19. Jahrhunderts stieg auch die Auswanderung galizischer Juden aufgrund der beginnenden polnischen Nationalisierung in diesem österreichischen Kronland stark an. Wanderten 1857, am Beginn der in den 1850ern einsetzenden Auswanderungswelle, 2.000 Juden aus Galizien nach verschiedenen Zielen aus, so waren es 1897 rund 7.000. Von 1880 bis 1910 emigrierten insgesamt 236.504 galizische Juden in die Vereinigten Staaten. Hinzu kamen im selben Zeitraum rund 45.000 Juden aus anderen (östlichen) Teilen Österreich-Ungarns. Die Hamburg-Amerika Linie (HAPAG), mit der die Mehrzahl der osteuropäischen und russischen Migranten reisten, entwickelte sich dank der großen Nachfrage in dieser Zeit zur größten Schifffahrtslinie der Welt. Ebenfalls Profiteur der Auswanderung, wenn auch in kleinerem Maßstab, war in Österreich-Ungarn die Schifffahrtslinie Austro-Americana, die ab 1904 von Triest aus den „Auswandererdienst“ genannten Linienbetrieb nach New York aufnahm.
Die osteuropäischen und russischen Migranten waren hauptsächlich jiddischsprachig und Träger eines bedeutenden jiddischen Kulturerbes. Darunter fanden sich so bedeutende Persönlichkeiten wie der Komponist Irving Berlin, der Violinist Jascha Heifetz, der Dirigent Sergei Kussewizki, der Schauspieler Al Jolson, die Schriftsteller Scholem Alejchem, Schalom Asch und Abraham Goldfaden, der Maler und Bildhauer Max Weber, der Philosoph Morris Raphael Cohen, die Aktivistin Emma Goldman, die spätere israelische Premierministerin Golda Meïr und der Kosmetikunternehmer Max Factor.
Der größte jüdische Einwanderungsschub, den die USA je erlebt hatten, fiel mit einem Erstarken antisemitischer Tendenzen zusammen, die um 1880 deshalb in die Schlagzeilen gerieten, weil die soziale Ausgrenzung auch Mitglieder der – eigentlich bereits voll anerkannten – jüdischen Oberschicht betrafen. Aufsehen erregte etwa der Fall des jüdischen Bankiers Joseph Seligman, dem 1877 aufgrund seiner Religionszugehörigkeit der Zutritt zum Grand Union Hotel in Saratoga, New York verwehrt wurde. Auch einige Privatschulen und Geschäftsclubs akzeptierten bald keine jüdischen Bewerber mehr.

### Erstarken des konservativen Judentums
In religiöser, sozialer und politischer Hinsicht unterschieden die osteuropäischen und russischen Juden sich grundlegend von den vorausgegangenen deutschen Einwanderern. Während die unter dem Eindruck der Aufklärung stehenden deutschen Juden mit der Assimilation und der Reform ihres Glaubens große Hoffnungen auf eine Teilhabe an den Privilegien des sozialen Mittelstandes verbanden, waren die – meist pauperisierten – osteuropäischen und russischen Juden gesellschaftlich so isoliert, der Aufstieg in die Mittelschicht war ihnen so grundsätzlich verwehrt, dass bei ihnen für religiöse Reformen kein Nährboden vorhanden war. Diese Juden hielten entweder entschlossen an der Orthodoxie fest oder wandten sich im Gegenteil radikalen säkularen Bewegungen wie dem Zionismus, dem Sozialismus oder dem Anarchismus zu. Ein typischer Vertreter des radikalen Pols war der Schriftsteller Abraham Cahan, der 1903 die größte jiddische Zeitung der USA – Forverts – gründete. Versuche, der Assimilation Einhalt zu gebieten, gingen vor allem von Vertretern des Konservativen Judentums wie Solomon Schechter (1850–1915) und Cyrus Adler (1883–1940) aus. Als Reaktion auf die vermeintliche Freizügigkeit des Reformjudentums gewann das Konservative Judentum solchen Zulauf, dass es zu einer Hauptströmung des amerikanischen Judentums wurde und das Reformjudentum zeitweilig auf den Rang eines Minderheitsglaubens innerhalb der jüdischen Religion zurückdrängte. Auch die Nachfahren der osteuropäischen und russischen Einwanderer sind dem Konservativen Judentum bis heute mehrheitlich treu geblieben.

## 20. Jahrhundert

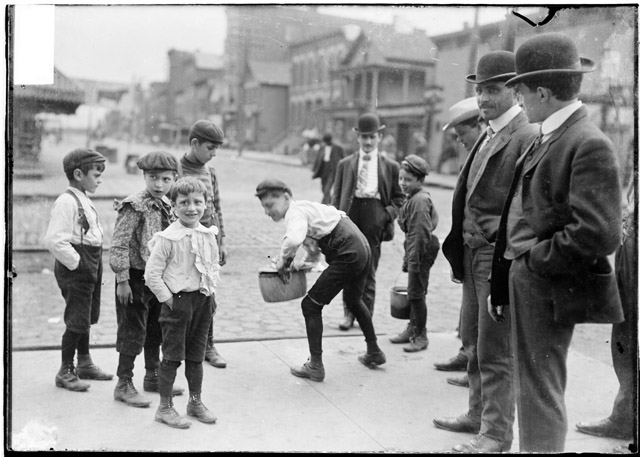
Jüdische Männer und Jungen in Chicago, 1903. Zwei Knaben tragen Töpfe mit Tscholent, dem traditionellen Sabbatgericht, das früher in Gemeinschaftsöfen vom Freitag bis Samstagmittag auf kleinem Feuer gegart und am Samstag auf dem Rückweg aus der Synagoge abgeholt wurde.

### Einwanderungsbeschränkungen
Der Zuzug vor allem osteuropäischer und russischer Juden riss auch im 20. Jahrhundert nicht ab. Nachdem die Einwanderungszahlen nach dem Ende des Ersten Weltkrieges Rekordhöhe erreichten, führte wachsender öffentlicher Widerstand gegen den Zustrom von Kriegsflüchtlingen 1921 zur Verabschiedung des Emergency Quota Act, eines Bundesgesetzes, mit dem die Einwanderung auf eine bestimmte Quote beschränkt wurde. Die Zahl der Immigranten, die aus einem bestimmten Land einreisten, durften danach jährlich nur 3 % der Landsmannschaft ausmachen, die in den USA bereits vorhanden war. Drei Jahre später folgte der Immigration Act of 1924, mit dem die bestehende Regelung verschärft und auf verschiedene Nationalgruppen erstmals ungleiche Quoten angewandt wurden. Bewerber aus Süd- und Osteuropa waren besonders hart betroffen; für sie sank die Quote auf ca. 0,4 %.
Dazu findet sich in der Wiener Neue Freie Presse vom 7. Juni 1931 folgende Notiz:

„Die jüdische Bevölkerung in Amerika seit fünf Jahren um vier Millionen vermehrt. Zwei Millionen Juden in Newyork. Newyork 6. Juni. Nach den von der Statistischen Abteilung des Jüdischen Komitees in Amerika veröffentlichten Ziffern hat sich die jüdische Bevölkerung in den Vereinigten Staaten seit dem Jahre 1927 um mehr als vier Millionen vermehrt. Von der jüdischen Bevölkerung der Vereinigten Staaten wohnten etwa 85 Prozent in Städten mit 100.000 Einwohnern oder darüber. In Newyork leben gegenwärtig über zwei Millionen Juden.“

### Politische Präferenzen
Die russischen und osteuropäischen Juden, die zu Beginn des 20. Jahrhunderts nach New York kamen, fanden Arbeit entweder als fliegende Händler („peddlers“) oder in den Textil- und Zigarrenmanufakturen in der Lower East Side von Manhattan. Diese „Sweatshops“ waren Ausbeutungsbetriebe, in denen unter menschenunwürdigen und gelegentlich auch lebensgefährlichen Bedingungen gearbeitet wurde. Im Gegensatz zu vielen anderen Einwanderergruppen verfügten die jüdischen Migranten in New York über ein gut ausgebautes Netz von Selbsthilfeorganisationen („Landsmannschaften“), die die ärgste Not effektiv linderten. Viele der Einwanderer hatten in ihrer Heimat auch dem Allgemeinen jüdischen Arbeiterbund nahegestanden und setzten ihr Engagement in den USA fort. In den ersten drei Dekaden des 20. Jahrhunderts spielten Juden häufig eine Schlüsselrolle in der amerikanischen Arbeiterbewegung. Bekannte jüdisch-amerikanische Arbeiterführer waren Samuel Gompers (1850–1924; Präsident der American Federation of Labor) und Sidney Hillman (1887–1946; Amalgamated Clothing Workers of America). Andererseits waren nur wenige amerikanische Juden in sozialistischen oder kommunistischen Bewegungen aktiv; bei den Präsidentschaftswahlen des frühen 20. Jahrhunderts unterstützte die große Mehrzahl der amerikanischen Juden die republikanischen Kandidaten McKinley, Roosevelt und Taft. In der Zeit der Weltwirtschaftskrise jedoch wandten sich die meisten von ihnen dem Liberalismus zu und fanden bis auf den heutigen Tag eine politische Heimat bei der Demokratischen Partei. In den 1950er und 1960er Jahren waren viele Juden in der amerikanischen Bürgerrechtsbewegung (Civil Rights Movement) engagiert.

### Rekonstruktionistisches Judentum
Seit den späten 1920er Jahren entstand in den USA die vierte große Hauptströmung des Judentums: das Rekonstruktionistische Judentum. Die Grundsätze dieser Bewegung wurden von Mordecai Kaplan (1881–1983) und seinem Schüler Ira Eisenstein (1906–2001) entwickelt. Das geistige Zentrum des Rekonstruktionismus ist das 1968 gegründete „Reconstructionist Rabbinical College“ in Wyncote, Pennsylvania.

### Kulturleben
Die Lower East Side von Manhattan beherbergte in den ersten Dekaden des 20. Jahrhunderts eine rege jüdische Kunstszene. Der Bildhauer Jacob Epstein wuchs hier auf, Chaim Gross und Raphael Soyer haben hier gemalt und Alfred Stieglitz und Ben Shahn haben in ihren Fotografien das Straßenleben der Zeit festgehalten. Bereits in den 1880er Jahren war in den USA eine blühende jiddische Theaterszene entstanden. Boris Thomashefsky hatte 1882 in New York das erste jiddische Berufstheater gegründet. Weitere folgten, und 1917 gab es allein in New York 22 jiddische Bühnen und 2 jiddische Vaudevillehäuser. Landesweit bestanden zwischen 1890 und 1940 mehr als 200 jiddische Theater und Wanderbühnen. Thomashefsky produzierte seit 1915 auch Kinofilme mit jüdischer Thematik und in jiddischer Sprache. Bis 1950 entstanden zahlreiche weitere jiddische Spielfilme, deren produktivste Regisseure Sidney M. Goldin, Henry Lynn, George Roland und Joseph Seiden waren. Populäre Stars des jiddisch-amerikanischen Kinos waren Molly Picon, Jetta Goudal, Esta Salzman, Ytta Zwerling, Lazar Freed und Morris Strassberg. Die 1930er bis 1950er Jahren waren in den USA auch ein „Goldenes Zeitalter“ des jiddischen Hörfunks. Zwei der ersten amerikanischen Radioketten – RCA (1919) und CBS (1927) – hatten jüdische Gründerväter (David Sarnoff bzw. William S. Paley). Von 1929 bis 1947 sendeten NBC und CBS die erste Radio-Sitcom, in deren Mittelpunkt eine jüdische Familie war: „The Goldbergs“; die Show war so erfolgreich, dass sie von 1949 bis 1956 fürs Fernsehen produziert wurde.
Einige weitere prominente jüdisch-amerikanische Künstlerpersönlichkeiten (Musiker, Schriftsteller, Bildende Künstler) sind weiter unten aufgeführt.

### Antisemitismus in der Zwischenkriegszeit
In den 1930er Jahren waren antisemitische Einstellungen in den USA weit verbreitet. Angeheizt wurde die Diskussion vor allem durch den katholischen Rundfunkprediger Charles Coughlin, der seit 1936 die Juden öffentlich für die wirtschaftlichen Probleme der USA verantwortlich machte und ihre Ghettoisierung forderte. Organisationen, in denen die amerikanischen Antisemiten sich sammelten, waren u. a. der Ku-Klux-Klan, der in den 1920er Jahren erheblich an Einfluss gewann und in dem antijüdische Sentiments bis heute eine zentrale Rolle spielen, und das America First Committee, dessen prominenter Sprecher der Flieger Charles Lindbergh war. Bereits in den 1920er Jahren hatte der Industrielle und Verleger Henry Ford in seiner Zeitung The Dearborn Independent und mit dem Buch The International Jew, the World’s Foremost Problem (deutsche Übersetzung: Der internationale Jude – Ein Weltproblem) eine große antisemitische Kampagne geführt, die mit ihrer Theorie, das Weltjudentum habe sich verschworen, um über die Kontrolle der Wirtschaft und der Hochfinanz zur Weltherrschaft zu gelangen, der Argumentation der Nationalsozialisten nicht unähnlich war. Später entschuldigte er sich für seine Hetzschriften. Auch John F. Kennedys Vater Joseph P. Kennedy, der von 1938 bis 1940 US-Botschafter in London war, bekannte sich in dieser Zeit öffentlich zum Antisemitismus.
Ausdrucksformen des alltäglichen Antisemitismus waren die Diskriminierung von Juden im Arbeitsleben und bei der Hochschulkarriere; auch der Zugang zu vielen Wohn- und Urlaubsgebieten, Clubs, Organisationen und Bildungseinrichtungen war ihnen verwehrt. Viele Privatuniversitäten erschwerten jüdischen Studenten bis in die 1950er Jahre hinein den Zugang mit einem Numerus clausus. Vereinzelt entstanden Gesetze, mit denen die Diskriminierung unterbunden werden sollte. In New York z. B. führte 1930 eine Initiative des Abgeordneten Louis Lefkowitz zu einem Gesetz, das es Arbeitgebern verbot, Mitarbeiter wegen ihrer Rasse, ihres Glaubens oder ihrer Hautfarbe zu benachteiligen. Physische Gewalt gegen Juden blieb in den USA die Ausnahme: 1902 kam es bei der Beerdigung des New Yorker Oberrabbiners Jacob Joseph zu einem Angriff durch irische Arbeiter, bei dem viele Trauergäste verletzt wurden. 1915 wurde der unter Mordanklage stehende Jude Leo Frank in Marietta, Georgia vom Pöbel gelyncht. Vereinzelt, wie z. B. während der Rassenunruhen in Detroit 1943, kam es auch zu Plünderung und Zerstörung jüdischer Geschäfte.
Über das Ausmaß des amerikanischen Antisemitismus gibt eine Meinungsumfrage der Roper Organization aus dem Jahre 1939 Aufschluss. Danach erklärten 53 % der Befragten: „Jews are different and should be restricted“ („Juden sind andersartig und sollten abgegrenzt werden“), 10 % befürworteten sogar eine Deportation. Nur 39 % waren der Auffassung, Juden seien wie alle anderen Menschen zu behandeln. Andererseits waren die antisemitischen Gefühle der amerikanischen Bevölkerung schwankend und weniger radikal und konsequent als in Deutschland. Nach einer Gallup-Umfrage wären bereits im Jahre 1937 47 % der Befragten bereit gewesen, einen geeigneten Präsidentschaftskandidaten auch dann zu wählen, wenn dieser jüdisch sei.

### Amerikanische Reaktionen auf den deutschen Antisemitismus
Der Antisemitismus im eigenen Lande verhinderte nicht, dass die Behandlung der Juden im nationalsozialistischen Deutschland von der Mehrheit der Amerikaner als Ungeheuerlichkeit aufgenommen wurde. Bei einer Datenerhebung, die Gallup unmittelbar nach den Novemberpogromen 1938 durchführte, gaben 94 % der Befragten an, dass sie die Behandlung der Juden unter dem Nationalsozialismus missbilligten. Jüdische Hilfsorganisationen wie das Joint Distribution Committee warben große Mengen an Geldspenden zur Unterstützung der mittel- und osteuropäischen Juden ein. Durch die Aktivitäten der Naziorganisation German-American Bund wurde die amerikanische Öffentlichkeit auch im eigenen Lande beständig mit den nationalsozialistischen Standpunkten konfrontiert. Bis 1944 waren sich allerdings selbst die amerikanischen Juden über den vollen Umfang des Holocaust nicht im Klaren. Die Reaktionen der amerikanischen Politik blieben schwach. Eine Initiative des Senators von Utah, William H. King, der im Juli 1935 mit einer Untersuchung der Verfolgung der jüdischen Deutschen die Voraussetzungen zu einem Abbruch der diplomatischen Beziehungen zu Deutschland schaffen wollte, verlief ohne Ergebnisse.
Der Immigration Act of 1924 blieb bis 1965 in Kraft und bestimmte die amerikanische Einwanderungspolitik somit auch in der Zeit des Nationalsozialismus und des Holocaust, als Millionen europäischer Juden, die eine Emigration entweder nicht versucht hatten oder denen sie nicht gelungen war, in den Konzentrationslagern starben. Die amerikanische Bevölkerung, die in der wirtschaftlich schwierigen Zeit die Schrecken der Massenarbeitslosigkeit vor Augen hatte, trug die Politik der Einwanderungsbegrenzung maßgeblich mit. Nach einer Gallup-Umfrage aus dem Jahre 1939 befürworteten nur 26 % der Befragten eine Gesetzesänderung, die einer größeren Zahl von jüdischen Flüchtlingen eine Einreise in die USA ermöglichen würde.

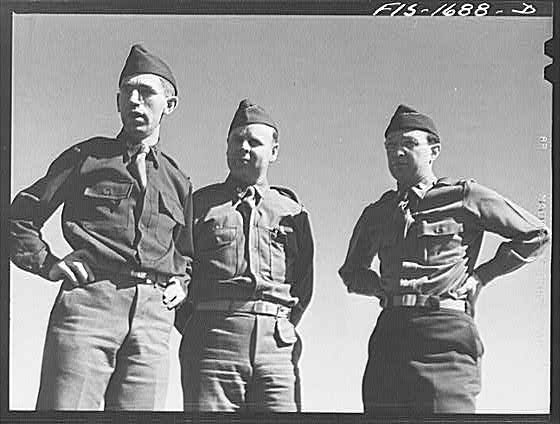
Ein katholischer, ein protestantischer und ein jüdischer Militärgeistlicher (1942)

Bis zum Oktober 1941 hatten die deutschen Behörden Juden kaum an der Ausreise gehindert. Von den rund 399.000 Juden, die Deutschland und das annektierte Österreich bis zum Beginn des Zweiten Weltkrieges verließen, emigrierten etwa 95.000 in die USA. Zu den prominentesten jüdisch-deutschen/österreichischen Exilanten in den USA gehörten die Komponisten Arnold Schönberg, Hanns Eisler und Kurt Weill, der Schriftsteller Lion Feuchtwanger, die Philosophen Theodor W. Adorno und Ernst Bloch, die Filmregisseure Kurt Bernhardt und Billy Wilder und der Physiker Albert Einstein. Unter den Flüchtlingen, deren Familien ein amerikanisches Visum ergattern konnten, war 1938 auch der 15-jährige Henry Kissinger, der 1973 US-Außenminister wurde. Viele Antragsteller – darunter z. B. auch die Philosophin Hannah Arendt – erhielten ein Visum nur auf illegalem Wege. Während des Holocaust gelangten jährlich weniger als 30.000 Juden in die Vereinigten Staaten. Vereinzelt bewirkte politischer Druck, dass prominente jüdische Persönlichkeiten in die USA ausreisen durften; der Psychoanalytiker Bruno Bettelheim z. B. kam aus dem KZ Buchenwald frei, weil u. a. Eleanor Roosevelt sich für seine Ausreise eingesetzt hatte. Viele jüdische Deutsche und Österreicher, die ein Visum beantragt hatten, wurden von den amerikanischen Behörden jedoch abgewiesen oder mussten – wie z. B. der Schriftsteller Stefan Zweig, der wenig später Selbstmord beging – die USA bald wieder verlassen, weil ihr Visum nicht erneuert wurde. Politische Initiativen zur Unterstützung bzw. Rettung der europäischen Juden, wie sie etwa auf der Bermuda-Konferenz 1943 diskutiert wurden, gelangten nicht zur Ausführung oder waren nur von geringem Erfolg gekrönt wie der Marsch der Rabbiner am 6. Oktober d. J.
In großer Zahl nahmen jüdische Amerikaner als Soldaten am Zweiten Weltkrieg teil. Etwa 11.000 von ihnen wurden dabei getötet und mehr als 40.000 verwundet.

### Nach dem Zweiten Weltkrieg
Die Mehrzahl der Holocaust-Überlebenden entschloss sich nach der Befreiung Europa für immer zu verlassen. Viele andere europäische Juden, die in ihren Heimatländern zwar keine direkte Verfolgung erlitten hatten, dort aber ebenfalls unter antisemitischen Verhältnissen lebten, schlossen sich ihnen an. Ihr bevorzugtes Ziel war der 1948 gegründete Staat Israel, gefolgt von den USA. Präsident Harry S. Truman erließ am 22. Dezember 1945 die Truman Directive, eine Executive Order, durch die europäischen Displaced Persons (DP) die Einwanderung in die USA erleichtert werden sollte. Da sich diese Maßnahme als wenig wirksam erwies – bis Ende 1946 wurde sie nur auf 5.000 DPs angewandt –, verabschiedete der US-Kongress 1948 den Displaced Persons Act, ein Bundesgesetz, das es auch einer größeren Zahl von DPs ermöglichte, in die USA einzureisen. Da das Gesetz jüdische DPs zunächst benachteiligte, konnte die Mehrzahl der 80.000 jüdischen DPs, die bis 1952 in die USA kamen, jedoch erst einreisen, nachdem der Act 1950 nachgebessert worden war.
Zu den Holocaust-Überlebenden, die nach Kriegsende in die USA gingen, zählten der Widerstandskämpfer William Herskovic, der Schriftsteller und Friedensnobelpreisträger Elie Wiesel, die Schriftsteller Fanya Heller, Jerzy Kosiński und Gerda Weissmann-Klein, die Schauspieler Robert Clary und Brother Theodore, der Impresario Bill Graham, der Filmproduzent Branko Lustig, der Psychiater Karl Targownik und der Physiker und spätere Chemie-Nobelpreisträger Walter Kohn.
Nachdem durch den Holocaust weite Teile der jüdischen Gemeinschaft Mitteleuropas vernichtet worden waren, rückten die USA und die Sowjetunion an die Stellen der Staaten mit den weltweit größten jüdischen Populationen. In der Sowjetunion waren mehr als zwei Millionen Juden dem Holocaust zum Opfer gefallen, und auch in den Gebieten, die nicht von der deutschen Wehrmacht erobert worden waren, führte Stalins Kampf gegen „wurzellose Kosmopoliten“ zur Anklage, Verurteilung, Deportation und Erschießung vieler Juden. Die jiddische Sprache war in der UdSSR bereits seit der Revolutionszeit zurückgedrängt worden, und so waren es die USA, die nach dem Ende des Zweiten Weltkrieges zum Hauptschauplatz der weiteren Entwicklung der jiddischen Literatur wurden.

### Bedingungen des amerikanischen Zionismus
Die vielfältige Herkunft der Juden in den USA und die weitgehenden Möglichkeiten zur Realisierung politischer Projekte ließen seit der Mitte des 19. Jahrhunderts auch Raum für zionistische Bestrebungen. 1825 unternahm der Schriftsteller und Diplomat Mordechai Immanuel Noah einen Versuch, in Erie County, New York, eine jüdische Siedlung zu gründen, die er „Ararat“ nannte; das Projekt scheiterte, da die Kolonie nicht genügend Siedler anzog. Neue zionistische Tendenzen erschienen in den USA mit den jüdischen Einwanderern aus Osteuropa. Zu den Vordenkern und Förderern des amerikanischen Zionismus zählten unter anderem Gustav Gottheil (1827–1903), Benjamin Szold (1829–1902), Louis Brandeis (1856–1941), Richard Gottheil (1862–1936) und Stephen Wise (1874–1949). Zionistische Tendenzen blieben in den USA bis zum Zweiten Weltkrieg jedoch ohne größere Bedeutung; noch im Jahre 1912 hatten die zionistischen Organisationen in den USA nicht mehr als 12.000 Mitglieder. Dies änderte sich grundlegend unter dem Eindruck des Holocaust und der weitgehenden Auslöschung der jüdischen Bevölkerung Europas. Die Mehrzahl der amerikanischen Juden unterstützte nun die Schaffung eines jüdischen Staates, und die USA setzten sich früh für die Gründung Israels ein. Die Unterstützung der amerikanischen Juden für Israel wuchs – besonders nach dem Sechstagekrieg 1967 – beständig an. Das 1953 gegründete American Israel Public Affairs Committee gilt heute als eine der einflussreichsten politischen Lobbys der USA. Andererseits verließen nach der Gründung des jüdischen Staates nur wenige Juden (weniger als 100.000 Menschen) ihre amerikanischen Heimat, um sich selbst in Israel niederzulassen.

### Fünfter Einwanderungsschub: Migration von Juden aus islamischen Ländern
Die Ursachen für eine weitere große jüdische Einwanderungswelle lagen in den Ländern des arabischen Raumes, die sich nach dem Ende des Zweiten Weltkrieges aus der europäischen Kolonialherrschaft zu befreien begannen. Nach dem Recht der Dhimma waren Juden in islamischen Ländern seit jeher geduldet und geschützt. Nach dem Palästinakrieg und der Gründung des Staates Israel im Jahre 1948 verschlechterten sich die Lebensbedingungen der Juden in den übrigen Ländern jedoch erheblich; in vielen Staaten kam es zu Bombenattentaten, Pogromen, Verhaftungen, Folter, Enteignungen und Massenausweisungen von Juden. Besonders hart waren die Juden in Ägypten, Syrien, Irak und Libyen betroffen. Fast 900.000 Juden verließen ihre Heimatländer; zwei Drittel davon gingen nach Israel, die übrigen nach Nordamerika oder Europa. Allein aus Syrien kamen in der zweiten Hälfte der 1940er Jahre 10.000 jüdische Flüchtlinge in die USA. Nach der Islamischen Revolution in Iran (1979) folgten Zehntausende iranischer Juden, von denen die meisten heute in Los Angeles oder in Great Neck auf Long Island leben.

### Sechster Einwanderungsschub: Migration sowjetischer Juden
Der bisher letzte große jüdische Einwanderungsschub begann mit der Öffnung des Eisernen Vorhangs. Auf amerikanischen Druck hin erlaubte die Sowjetunion 1973 erstmals, dass eine größere Zahl von Juden das Land verließ und in die USA ging. Nach der KSZE-Konferenz in Helsinki wurden die sowjetischen Ausreisebestimmungen 1975 weiter gelockert. Im November 1989 verabschiedete der US-Kongress das Lautenberg Amendment, ein Bundesgesetz, das sowjetischen Juden die Immigration in die USA erleichterte, weil diese als religiös verfolgt eingestuft wurden. Auf der Grundlage dieses Gesetzes durften bis 1992 jährlich bis zu 50.000 sowjetische Juden in die USA einreisen. Die Gesamtzahl der Juden, die zwischen 1985 und 1992 aus der UdSSR in die USA kamen, betrug ca. 150.000. Seinen Höhepunkt erreichte dieser Einwanderungsschub jedoch erst mit dem Ende der Sowjetunion (1991), als weitere Hunderttausende von Juden aus den ehemaligen Sowjetrepubliken in die USA übersiedelten.

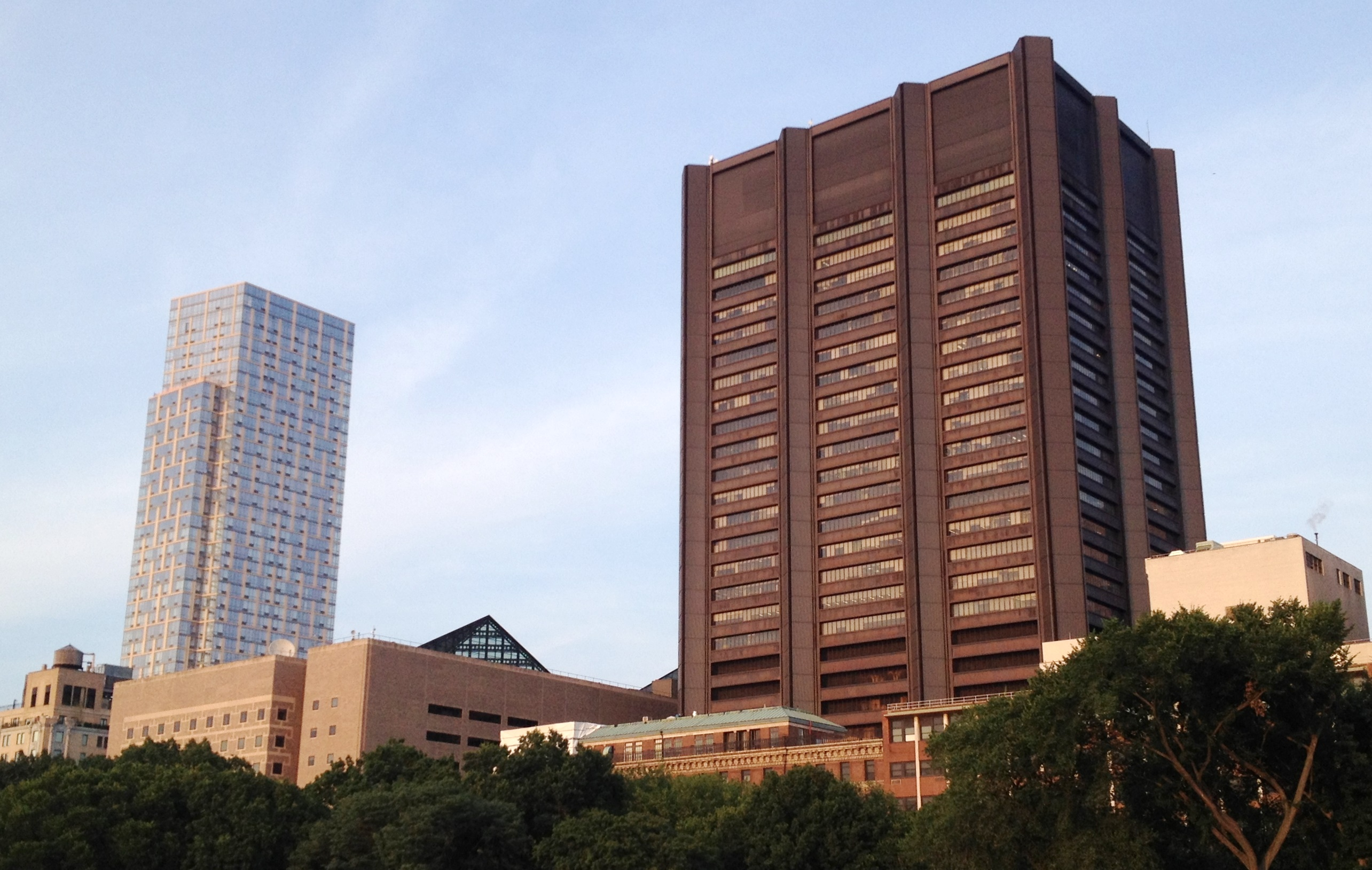
Das Mount Sinai Hospital (Central Park, New York City) gehört heute zu den besten Krankenhäusern des Landes

### Entwicklung der jüdischen Einrichtungen
Im 19. und 20. Jahrhundert entstanden in den USA prominente jüdische Institutionen wie das Mount Sinai Hospital in New York City im Jahr 1852 (ehemals The Jews Hospital), die „Union of Orthodox Rabbis“ (1901), das American Jewish Committee (1906), die zionistische Frauenorganisation Hadassah (1912), die Anti-Defamation League (1913), die eine wichtige Einrichtung im Kampf gegen den Antisemitismus wurde, das Yeshiva College (1928), das „Rabbinical Council of America“ (1923) und das Institute for Jewish Research (YIVO) (1940), die weltweit bedeutendste Forschungseinrichtung für die Geschichte und Kultur der aschkenasischen Juden. Als nichtkonfessionelle Privatuniversität schuf die jüdisch-amerikanische Gemeinschaft 1948 in Waltham, Massachusetts die Brandeis University.

### Antisemitismus nach dem Holocaust
Unter der Schockwirkung des Holocaust und durch die Bürgerrechtsbewegung wurde der Antisemitismus in den USA deutlich zurückgedrängt. In der McCarthy-Ära (1948-ca. 1956) fand er wieder eine Nische im „Blacklisting“ vieler jüdischer Künstler und Intellektueller, die aus ihren Berufen gedrängt wurden, weil man ihnen kommunistische Bestrebungen vorwarf. Dass im Kielwasser der antikommunistischen Stimmung antisemitische Gefühle folgten, zeigten auch einige Serien von Gewalttaten gegen jüdische Einrichtungen, zu denen es zwischen 1949 und 1951 in Boston, Philadelphia und Miami kam. 1957/58 kam es in Atlanta und in Miami zu Bombenanschlägen auf Synagogen.
Betroffen waren jüdische Amerikaner jahrzehntelang auch vom „Redlining“. Diese Praxis vieler Banken und Versicherungsunternehmer, Bewerbern aus Wohnvierteln mit einem hohen Anteil an ethnischen oder religiösen Minderheiten Hausfinanzierungen und Versicherungen vorzuenthalten, war in erster Linie auf eine Benachteiligung Afroamerikaner zugeschnitten, wurde jedoch auch auf Viertel mit hohem jüdischen Bevölkerungsanteil angewandt. Durch eine Reihe von Executive Orders und Gesetzen (z. B. Fair Housing Act, 1968) konnte das Redlining bis heute weitgehend zurückgedrängt werden.
Aus Untersuchungen der Anti-Defamation League geht hervor, dass antisemitische Einstellungen bei schwarzen Amerikanern signifikant häufiger vorkommen als bei weißen. Vergleichbar häufig sind solche Attitüden sonst nur bei hispanischen Einwanderern der ersten Generation. Massive antisemitische Propaganda betrieb auch die in den späten 1940er Jahren in Texas ins Leben gerufene Judge Armstrong Foundation. Bis in die Gegenwart bildet die Neonazi-Organisation National Socialist Movement (1971 gegründet) ein Sammelbecken für Antisemiten. 1977/78 erregte die National Socialist Party of America (NSPA) Aufsehen, als sie vor Gericht ging, um in dem von vielen Juden bewohnten Chicagoer Vorort Skokie einen Protestmarsch durchführen zu dürfen.
Neue antisemitische Tendenzen erschienen am Ende des 20. Jahrhunderts. Vereinzelt gipfelten diese in Gewalttaten, etwa der Ermordung des jüdischen Radiomoderators Alan Berg im Juni 1984, der sich in seinen Sendungen gegen weiße Suprematisten ausgesprochen hatte. Die Tat wurden von Angehörigen der rassistischen Vereinigung „The Order“ verübt.

### Assimilation und Bevölkerungsentwicklung
Auch in der zweiten Hälfte des 20. Jahrhunderts blieb die kulturelle Assimilation ein in der jüdischen Öffentlichkeit kontrovers diskutiertes Hauptthema. Obwohl interreligiöse Ehen durchaus nicht von allen amerikanischen Juden gebilligt werden, stieg ihr Anteil von 6 % (1950) auf 47 % (2000). Da die Geburtenziffern in der jüdischen Bevölkerung niedriger sind als bei den übrigen Amerikanern, ist die jüdische Population seit den 1940er Jahren relativ und seit den 1970er Jahren auch absolut am Abnehmen. Die Gemeinschaft der Orthodoxen Juden hat eine höhere Geburtenrate als andere jüdische Gruppen und ist seltener in Mischehen verheiratet. Andererseits verlassen vormals orthodoxe Juden den strikteren Lebensstil.

### Bedeutende jüdisch-amerikanische Persönlichkeiten des 20. Jahrhunderts
Die Zahl der jüdisch-amerikanischen Persönlichkeiten, die im 20. Jahrhundert durch ihre Leistungen auf künstlerischem, wissenschaftlichem, wirtschaftlichem oder politischem Gebiet Berühmtheit erlangten, ist sehr groß. Einige der wichtigsten sind Nobelpreisträger wie die Physiker Richard Feynman, Murray Gell-Mann, Steven Weinberg und Melvin Schwartz, der Mikrobiologe David Baltimore, der Biochemiker Paul Berg, die Ökonomen Milton Friedman, Joseph Stiglitz, Paul Samuelson, Kenneth Arrow, Gary Becker, George Akerlof, Leonid Hurwicz, Paul Krugman und Peter Diamond und die Literaten Saul Bellow, Isaac B. Singer und Joseph Brodsky. Die Mathematiker Jesse Douglas, Michael Freedman, Vladimir Drinfeld, Paul Cohen, Charles Fefferman und Edward Witten wurden mit der Fields-Medaille ausgezeichnet. Als Erfinder haben unter anderem Jonas Salk, Leo Sternbach, Martin Cooper, Levi Strauss, Emil Berliner, Isaac Singer, Edwin Land und Leó Szilárd Geschichte geschrieben. Robert Oppenheimer, Edward Teller und Samuel Cohen waren maßgeblich an der Entwicklung von Kernwaffen beteiligt. Prominente jüdisch-amerikanische Geisteswissenschaftler und Intellektuelle sind der Wissenschaftstheoretiker Thomas S. Kuhn, die Philosophen Hilary Putnam, Leo Strauss, Michael Walzer und Thomas Nagel, die Essayistin Susan Sontag, die Literaturwissenschaftlerin Judith Butler, der Sprachwissenschaftler Noam Chomsky, die Soziologen Daniel Bell und Amitai Etzioni, der Politologe Norman Finkelstein und der Ethnologe Franz Boas.
Auch in der Politik waren Juden im 20. Jahrhundert in zahlreichen Positionen und Ämtern vertreten, so etwa im Kabinett, im Senat und im Repräsentantenhaus. Im Vorfeld der Präsidentschaftswahl 1976 bewarb sich Milton Shapp, der jüdische Gouverneur von Pennsylvania, erfolglos um die Nominierung als Präsidentschaftskandidat der Demokratischen Partei. Im Jahr 2000 stellten die Demokraten Senator Joe Lieberman aus Connecticut als Kandidat für die Vizepräsidentschaft auf; er verlor die Wahl jedoch an der Seite von Präsidentschaftskandidat Al Gore. Die erste jüdisch-amerikanische Frau in einem hohen politischen Amt war Anna M. Rosenberg, die 1950 zur Staatssekretärin im US-Verteidigungsministerium ernannt wurde.
In der Reihe der prominentesten jüdisch-amerikanischen Geschäftsleute erscheinen im 20. Jahrhundert unter anderem die Namen Levi Strauss, Calvin Klein, Ralph Lauren, die Guggenheims, Max Factor, Sr., Estée Lauder, Donald G. Fisher und Ruth Handler.
Bedeutenden Anteil hatten jüdisch-amerikanische Unternehmer am Aufbau der amerikanischen Filmindustrie, die seit den 1910er Jahren aus New York ins kalifornische Hollywood umzog, etwa William Selig, Irving Thalberg, Adolph Zukor, Carl Laemmle, William Fox, Samuel Goldwyn, Marcus Loew, die Brüder Warner und David O. Selznick; später folgten Sam Spiegel, Saul Zaentz und die Brüder Weinstein. Abgesehen von einer Anzahl jiddischer Filme in der frühen Tonfilmzeit brachten die jüdisch-amerikanischen Produzenten und Filmregisseure – darunter zum Beispiel Michael Curtiz, Stanley Kubrick und Sidney Lumet – zunächst jedoch nur wenige Filme mit jüdischer Thematik hervor. Auch jüdisch-amerikanische Filmstars wie Douglas Fairbanks, die Marx Brothers, Mae West, Lauren Bacall, Elizabeth Taylor und Dustin Hoffman traten kaum in jüdischen Rollen auf. Auf der Kinoleinwand fanden jüdische Charaktere und Themen erst seit den 1960er Jahren durch Darsteller und Regisseure wie Barbra Streisand, Woody Allen und Steven Spielberg wieder einen prominenten Platz.
Unter den bedeutenden jüdisch-amerikanischen Künstlern des 20. Jahrhunderts finden sich unter anderem die Sänger Bob Dylan, Paul Simon, Art Garfunkel, die Jazzmusiker Benny Goodman und Stan Getz, die Sopranistin Beverly Sills, die Komponisten George Gershwin und Leonard Bernstein, die Dirigenten Lorin Maazel und James Levine, der Pianist Vladimir Horowitz, der Violinist Yehudi Menuhin, die Schriftsteller Bernard Malamud, Arthur Miller und Philip Roth, der Dichter Allen Ginsberg, der Maler Max Weber, der Pop-Artist Roy Lichtenstein, der Bildhauer Jacob Epstein und die Architekten Richard Meier, Frank Gehry und Daniel Libeskind. Jerry Leiber, Mike Stoller und Phil Spector waren einflussreiche Musikproduzenten.
Laut Amy Chua und Jed Rubenfeld sind diese Leistungen auf einem Zusammenspiel zwischen einem Gefühl der Unsicherheit, einem Überlegenheitskomplex und einer Impulskontrolle unter amerikanischen Juden zurückzuführen.

## 21. Jahrhundert
Ein 73-jähriger Mann hat am 13. April 2014 in Overland Park, Kansas in einem jüdischen Gemeindezentrum und einem nahe gelegenem jüdischem Seniorenheim drei Menschen getötet.
Bei einem Attentat in einer Synagoge in Pittsburgh (Pennsylvania) am 27. Oktober 2018 erschoss ein Einzeltäter elf Menschen und verletzte sechs, darunter vier Polizisten. Dies war bislang der schwerwiegendste antisemitische Gewaltakt gegen Juden in den USA.

## Statistik der jüdischen Bevölkerung auf dem heutigen Staatsgebiet der USA (1650-heute)
Geschätzte jüdische Bevölkerung der USA:
| Jahr | Einwohner gesamt | davon jüdisch       | Anteil        |
| ---- | ---------------- | ------------------- | ------------- |
| 1650 | 50.400           |                     |               |
| 1654 |                  | 25                  |               |
| 1670 | 111.900          |                     |               |
| 1700 | 250.900          | 200–300             | 0,08–0,12 %   |
| 1770 | 2.148.100        |                     |               |
| 1776 |                  | 1.000–2.500         |               |
| 1780 | 2.780.400        |                     |               |
| 1790 | 3.929.214        | 1.243–3.000         | 0,003–0,008 % |
| 1800 |                  | 2.000–2.500         |               |
| 1810 | 7.239.881        |                     |               |
| 1820 | 9.638.453        | 2.650–5.000         | 0,03–0,05 %   |
| 1830 | 12.866.020       |                     |               |
| 1840 | 17.069.453       | 15.000              | 0,09 %        |
| 1848 |                  | 50.000              |               |
| 1850 | 23.191.876       | 50.000–100.000      | 0,22–0,43 %   |
| 1860 | 31.443.321       | 150.000–200.000     | 0,48–0,64 %   |
| 1870 | 38.558.371       | 200.000             | 0,52 %        |
| 1880 |                  | 230.000–280.000     |               |
| 1890 | 62.979.766       | 400.000–475.000     | 0,64–0,75 %   |
| 1900 | 76.212.168       | 937.800–1.058.135   | 1,23–1,39 %   |
| 1910 | 92.228.496       | 1.508.000–2.349.754 | 1,64–2,55 %   |
| 1920 | 106.021.537      | 3.300.000–3.604.580 | 3,11–3,40 %   |
| 1924 | 114.113.000*     |                     |               |
| 1927 | 119.038.000*     | 4.228.029           | 3,55 %        |
| 1930 | 123.202.624      |                     |               |
| 1937 | 128.825.000*     | 4.641.000–4.831.180 | 3,60–3,75 %   |
| 1940 | 132.164.569      | 4.770.000–4.975.000 | 3,61–3,76 %   |
| 1950 | 151.325.798      | 4.500.000–5.000.000 | 2,97–3,30 %   |
| 1960 | 179.323.175      | 5.367.000–5.531.500 | 2,99–3,08 %   |
| 1970 | 203.211.926      | 5.370.000–6.000.000 | 2,64–2,95 %   |
| 1980 | 226.545.805      | 5.500.000–5.920.890 | 2,43–2,61 %   |
| 1990 | 248.709.873      |                     |               |
| 1992 | 255.029.699*     | 5.828.000           | 2,29 %        |
| 2000 | 281.421.906      | 6.136.000           | 2,18 %        |
| 2001 | 285.102.075*     | 6.155.000           | 2,16 %        |
| 2010 | 308.745.538*     | 6.543.820           | 2,11 %        |
| 2020 |                  | 7.153.065**         |               |

*Offizielle Schätzung des US-Census
** American Jewish Year Book, 2020

## Dokumentarfilm
Der von den Regisseurinnen Heidi Ewing und Rachel Grady für Netflix gemachte Dokumentarfilm One of Us (2017) berichtet von den Schwierigkeiten junger amerikanischer Chassidim, die aus unterschiedlichen Gründen ihre sozial sehr eng geknüpfte Glaubensgemeinschaft verlassen haben.